# Leptotarsus guimaraesi
Leptotarsus guimaraesi är en tvåvingeart som först beskrevs av Alexander 1942.  Leptotarsus guimaraesi ingår i släktet Leptotarsus och familjen storharkrankar. Inga underarter finns listade i Catalogue of Life.